# 章立衡
章立衡（1986年4月21日—），舊名劉子千，出生於美國加利福尼亚州洛杉矶县，台灣歌手、演員。獲得2013年第9屆新城國語力頒獎禮新城國語力創作歌手獎、2013年新城勁爆頒獎禮新城勁爆國語歌手獎、2016年澳門國際電影節最佳新人獎、2019年新加坡亞洲影藝創意大獎臺灣區最佳喜劇表演獎。2019年出演Netflix《罪夢者》。目前隨母在臺灣和香港兩地居住。

## 生平
劉子千出生於美國加利福尼亚州洛杉矶县，畢業於音樂家學院。父親劉家昌為音樂人；母親甄珍為演員。
2009年12月，加盟華納唱片，當年被華納音樂視為年度秘密武器及超級新人；同年底發行首張專輯《Mr. Why》。
2011年7月，加盟福茂唱片，發行第二張專輯《感動》，首波主打歌曲《唸你》一曲在網路爆紅，各大媒體強推，但其刻意壓扁的唱腔慘遭網友批評，也因此有多部惡搞影片在YouTube上傳開。然而，也有意見認為，這是他父親劉家昌（專輯製作人兼MV導演）的逆向操作，以便讓兒子一夕成名。而在發片記者會上，子千亦順勢借負面批評自嘲一番，承認MV蠻奇怪的，願意接受批評，並指“這是唱給爸爸聽、爸爸開心最重要”。
2011年8月，劉子千唱《唸你》的鴨子嗓被廣大網友批評和惡搞，劉家昌對於外界批評歸咎是技術性問題，他說：「我們母帶聲音沒有問題，因為聲音的問題是在剪接師過帶的時候出現的，電腦低音沒打開，所以會犯這樣的錯。」他之後又直呼：「我對不起子千！」
2013年7月，簽約海蝶音樂，發行第三張專輯《都是愛》，為全創作專輯首次擔任專輯製作人，還第一次掛名唱片「總監」，新歌《都是愛》MV極誇張及不合理的汽車失控凌空翻轉7圈半畫面被網友kuso成《超人版》、《哆啦A夢版》、《寶傑版》遭到關注，各版本10天破百萬人次點閱。
2013年7月19日，在全創作專輯《都是愛》台灣發片記者會，自曝從未談過戀愛的章立衡直言創作時也會想像著喜歡女孩的樣子找靈感。
2013年7月27日，宣布了加盟經紀公司大國豐臣。
2013年8月11日，獲得第9屆新城國語力頒獎禮新城國語力創作歌手獎。
2013年8月19日，新專輯《都是愛》連續4周登上G-Music排行榜冠軍，將於8月23日在西門河岸留言舉行慶功演唱會。
2013年11月23日，陪同母親甄珍出席第50屆金馬獎領取終身成就獎。
2013年12月26日，獲得2013年度新城勁爆頒獎禮新城勁爆國語歌手獎。
2014年，重返華納音樂，基於對華納音樂的信任，他表示自己連合約沒有仔細看就直接決定和老東家再合作，劉子千表示：「合約都是中文，我看不懂，我媽也看不太懂，她是演員，不懂法律條文。」原本在2014年7月9日週三要舉行記者會，卻因總裁陳澤杉因私事緊急喊卡。
2015年，一直以來喜歡跳傘、滑雪，以前騎車還會刻意從階梯騎下來，摔得全身疤痕也不怕。近幾年不斷苦練武術，2015年因練武術導致雙腳靭帶斷裂而開刀。2020年1月在台北練武，因天氣寒冷，腳部肌肉僵硬導致受傷。
2016年，在情境電視喜劇《原來一家人》上，首度演戲並挑戰「一人分飾二角」的高難度表演，情緒與性格轉換，成為該部電視劇中的一大亮點。劇中一場失戀戲還自行加碼自呼巴掌，打了31次都不喊苦，而看不懂中文的他更是每晚請邱澤跟謝坤達幫忙讀本，敬業的態度及沒有星二代包袱更獲得藍心湄的稱讚。
2016年12月15日，以電影《孤獨花園》，獲得 2016年第8屆澳門國際電影節最佳新人獎。
2018年，愛奇藝偶像劇《種菜女神》，飾演最帥農夫，個性激動又有喜感，角色受到社群網站粉絲熱議，以本身特有的喜劇節奏，為該戲劇增添不少亮彩。
2019年，改名「章立衡」，換上媽媽甄珍（原名章家珍）的姓氏。有報導指甄珍對兒子改名表示尊重。過去劉家昌和甄珍撕破臉掀起不小爭議，如今大動作改名換姓，疑似想藉此與劉家昌劃清界線。「章立衡」新名字寄予新的涵意，「立」代表三十而立，「衡」則有平衡意思。名字換了，風格截然不同，講話提綱挈領、簡短、效果又好，加上獨樹一格的幽默感，被媒體稱為「哏王」。
2019年10月16日， 以愛奇藝偶像劇《種菜女神》獲得新加坡亞洲影藝創意大獎臺灣區最佳喜劇表演獎。
2019年，受Netflix邀請，演出首部華語原創劇《罪夢者》，斷開以往陽光、呆萌的形象，在《罪夢者》中飾演黑道。面對章立衡頭一回改變風格，劇中的好兄弟張孝全、王柏傑坦言曾懷疑他的演技，但對戲後馬上改觀。從扮相到演技都讓人耳目一新，徹底甩開以往的斯文形象，讓人備感驚豔，觀眾對他的突破演技印象深刻。
2019年12月30日， Netflix公布2019年台灣會員最愛看影集及電影排行榜，最受歡迎影集前3名都是原創劇，包括「罪夢者」、「獵魔士」、「AV帝王」，整體榜單涵蓋多元題材及語言。
2020年1月3日，受邀出席卡地亞「豹影迷蹤」派對，年度首場珠寶盛典。其他受邀名人包含修杰楷、陳庭妮、莫允雯、曾之喬、許光漢、張軒睿、范少勳、劉冠廷、王柏傑、瑞莎、麻吉弟弟以及金曲新星ØZI，現場星光熠熠。
2023年10月，與母親甄珍一道和父親劉家昌爆發網路罵戰後，被劉家昌宣佈斷絕父子關係，同時宣佈終止母子兩人繼續使用、管理、收取其所有的版權收益。

## 爭議事件
2010年4月21日，家中歡度24歲生日，喝酒後在21日清晨5點左右駕車外出，最後酒駕翻車，現場員警檢測他的酒測值超過標準值2倍，根據香港法律最多可能處罰港幣2萬5千元和監禁3年，目前劉子千已經以約台幣2萬元金額交保，他透過唱片公司發表聲明，表示會勇敢面對相關的法律責任。

## 音樂作品

### 專輯
以刘子千为本名发行的专辑
| 發行日期       | 專輯                  | 唱片公司 | 語言 | 曲目 |
| -------------- | --------------------- | -------- | ---- | --- |
| 2009年12月31日 | 第一張個人專輯Mr. Why | 華納唱片 | 國語 | 曲目 1. 佔據 2. Mr. Why 3. 呼叫機器人 4. 玫瑰 5. 想 6. 狐狸是誰 7. 住在動物園 8. 空傷 9. 連結 10. 延長線 |
| 2011年7月11日  | 第二張個人專輯感動    | 延伸娛樂 | 國語 | 曲目 1. 黏你 2. 愛人不見了 3. 愛的 4. 我家在那裡 5. 冬港 6. 我倆在一起 7. 一點 8. 小雨打在我身上 9. 唸你 10. 綠色大地 11. 親人 12. 家園 |
| 2013年7月12日  | 第三張個人專輯都是愛  | avex     | 國語 | 曲目 1. 都是愛(It's All Love) 2. 怕想起妳(Afraid To Think Of You) 3. 敲了一棒(Knocked Me) 4. 不停往前(Non-Stop) 5. 靦腆(Shy) 6. 未來少年(Future Guy) 7. 靈感水(Inspirational Water) 8. 愛情雨(It's Rainning) 9. 黑咖啡(Black Coffee) 10. 千載一會(A Thousand Years) 11. 那個女孩(The Girl) |

### 單曲
- 2010年 《有隻老虎》（華納群星賀年歌）
- 2016年 《愛情123》（電視劇《原來1家人》主題曲)

## 演出作品

### 電影
| 上映年代 | 電影名稱 | 角色   | 性質 |
| -------- | -------- | ------ | ---- |
| 2012年   | 八星抱喜 | 藍一浩 | 客串 |
| 2017年   | 孤獨花園 |        | 主角 |

### 電視劇
| 上映日期 | 劇名           | 角色             |
| -------- | -------------- | ---------------- |
| 2016年   | 原來1家人      | 劉文青/中山清文  |
| 2017年   | 稍息立正我愛你 | 小拇指老師(客串) |
| 2018年   | 種菜女神       | 米康             |
| 2019年   | 罪夢者         | 崔承規(阿鬼)     |

## 廣告
- 2009年：遠傳電信
- 2011年：四洲集團(香港)
- 2012年：7NET

## 獎項

### 歌手獎
| 年份   | 頒獎典禮               | 獎項                 | 專輯       | 結果 |
| ------ | ---------------------- | -------------------- | ---------- | ---- |
| 2013年 | 2013年度新城勁爆頒獎禮 | 新城勁爆國語歌手獎   | 《都是愛》 | 獲獎 |
| 2013年 | 第9屆新城國語力頒獎禮  | 新城國語力創作歌手獎 | 《都是愛》 | 獲獎 |

### 演員獎
| 年份   | 頒獎典禮               | 獎項               | 電影         | 結果 |
| ------ | ---------------------- | ------------------ | ------------ | ---- |
| 2016年 | 第8屆澳門國際電影節    | 最佳新人獎         | 《孤獨花園》 | 獲獎 |
| 2019年 | 新加坡亞洲影藝創意大獎 | 臺灣區最佳喜劇表演 | 《種菜女神》 | 獲獎 |

## 外部連結
- Jeremiah 章立衡的Facebook專頁
- Jeremiah 章立衡的Instagram帳戶
- Jeremy劉子千的新浪微博
- Jeremiah Liu的Facebook專頁
- 刘子千在香港影庫上的簡介
- 刘子千在豆瓣上的资料（简体中文）
- 刘子千在时光网上的簡介（简体中文）